# Pepe Palau (futbolista)
José Palau Mira (Ibi, 24 de febrero de 1992), más conocido como Pepe Palau, es un futbolista español que juega  en la posición de centrocampista. Actualmente forma parte de la plantilla del Unión Deportiva Rayo Ibense de la Regional Preferente valenciana.

## Trayectoria
El alicantino se formó en las categorías inferiores del  Valencia CF. En 2008 llegó al juvenil del FC Barcelona, donde consiguió el triplete con el equipo entrenado por Óscar García Junyent. En 2011, llegó a debutar con el Fútbol Club Barcelona "B" en Segunda División con Luis Enrique.
En 2012, firmó por el Villarreal CF.  En su primera campaña de amarillo defendió la elástica del segundo filial, en Tercera, y las tres siguientes con el equipo de Segunda B. Disputó 33 partidos de Liga en Tercera con el Villarreal C la temporada 2011-12, con 14 amarillas y una roja. Las tres siguientes campañas las jugó en Segunda B con el Villarreal B. En total 53 partidos, 3.644 minutos, 12 amarillas y dos rojas. Cabe destacar que en enero de 2014 sufrió una grave lesión en la rodilla y que no ha estado recuperado al ciento por ciento hasta mediados de la recién finalizada temporada. Este curso liguero solo sumó 11 partidos, 558 minutos y cuatro amarillas, debido a una grave lesión.
Tras ser uno de los capitanes del filial, al acabar contrato en 2015, no recibe propuesta por renovar en el club castellonense.
En agosto de 2015 firma con el FC Cartagena.
En febrero de 2016, es cedido al FC Jumilla hasta el final de la temporada.
Después jugaría una temporada en La Roda Club de Fútbol de Segunda División B y media temporada en el CD Eldense, de Tercera División. 
Tras estar medio año sin equipo, ficha por el Unión Deportiva Rayo Ibense de la Regional Preferente, donde jugaría durante varias temporadas.

## Clubs
| Club                          | País   | Año             |
| ----------------------------- | ------ | --------------- |
| Fútbol Club Barcelona "B"     | España | 2011            |
| Villarreal Club de Fútbol "B" | España | 2012 - 2015     |
| FC Cartagena                  | España | 2015            |
| FC Jumilla                    | España | 2016            |
| La Roda Club de Fútbol        | España | 2016-2017       |
| CD Eldense                    | España | 2018            |
| Unión Deportiva Rayo Ibense   | España | 2018-Actualidad |